# サーレマー島

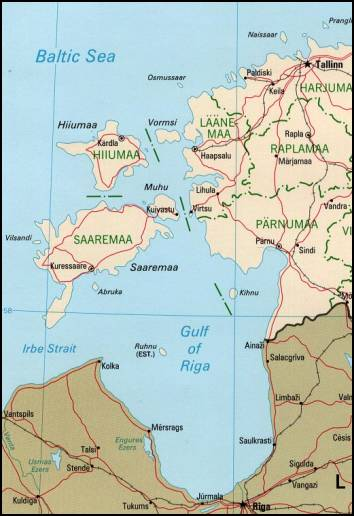
サーレマー島の位置

サーレマー島（サーレマーとう、エストニア語: Saaremaa）は、エストニアが領有するバルト海の島、西エストニア諸島の1つ。ドイツ語の呼称はエーゼル島（Ösel）、ロシア語の呼称はエーゼリ島（Э́зель）。面積は2,673 km2でエストニアの島の中で最も大きく、2016年当時の人口は約31,000人。地名の「サーレ」は島を意味する「サール（saar）」の属格形である。
島全体がサーレ県に属し、クレサーレが県都に制定されている。サーレマー島では伝統的な文化が維持されており、独自の合唱、舞踏、民族衣装で知られている。

## 歴史
12世紀後半のサーレマー島の住民は海賊行為に従事しており、デンマークやスウェーデンの沿岸部に遠征し、略奪を行っていた。
1227年に北方十字軍によってサーレマー島は征服される。十字軍に征服された後もサーレマー島では数十年にわたって島民の反乱が続いた。14世紀後半にハープサルを本拠とするエーゼル＝ヴィーク司教がサーレマー島にクレサーレ城を建設し、城に居住するようになった。1343年にエストニア本土で起きた聖ユリエーの夜の反乱はサーレマー島にも波及し、島民は島を支配するリヴォニア騎士団の城砦を攻撃した。反乱が鎮圧された後、クレサーレ城の防備は強化され、教会と防御施設を兼ねた聖マリア教会、マアシリン城が建設された。
ドイツ人の支配は1557年まで続き、その後デンマークに売却された。1645年から1710年までの間スウェーデンの支配下に置かれ、大北方戦争の後にロシア帝国に編入される。1840年代にクレサーレ郊外の湖の泥に医療的な効用があると喧伝され、20世紀初頭まで島はリゾート地として繁栄した。
サーレマー島は戦略的に重要な拠点であり、第一次世界大戦、第二次世界大戦では戦場となった。
第一次世界大戦中にドイツ軍がアルビオン作戦を展開した際、北岸に上陸して島を占領した。第一次世界大戦後は、エストニア領として帰属した。
1939年9月28日、ポーランド侵攻が行われている最中、エストニアはソ連との間で相互援助条約を締結。この条約は相互に軍事的援助を行うことを目的としており、ソ連はサーレマー島および隣のヒーウマー島を租借して海軍基地、航空基地を建設する権利を得た。この結果、サーレマー島の飛行場はソ連の軍事飛行場となった。1940年にエストニアはソ連に併合され、翌1941年にサーレマー島で赤色テロが起きた。1941年10月にサーレマー島はドイツ国防軍によって占領され、島民はソ連を支持する人間とドイツを支持する人間に分かれる。1944年に島南部のスルヴェ半島・テフマルディで起きたソ連軍とドイツ軍の夜戦は島で行われた戦闘の中で最も凄惨なものだといわれ、両軍の兵士の中にはエストニア出身者が含まれていた。
ソ連時代のサーレマー島は「国境の島」として国境地帯に指定された沿岸部の住民は追放、あるいは監視され、島を訪れるにはエストニア人であっても警察、警備員の許可を受けなければならなかった。エストニアがソビエト連邦から独立した後にサーレマー島は著しく発展し、クレサーレ城を中心とする町並みと自然で知られる観光地となっている。

## 住民
住民の98%がエストニア人、1.2%がロシア人で構成されている。プロテスタントを信仰する住民が多いが、東方正教、バプテスト教会の信者も存在する。ネズの木で作られた民芸品はサーレマー島の特産品として知られており、ネズの木は頑固でたくましい島民の気質の例えにもされている。

## 自然
島の40%以上は森で占められており、多様な動植物が分布している。ソ連時代のサーレマー島は国境の島として立ち入りが制限され、開発が遅れたためにエストニアの再独立後には手付かずのままの自然が残されている。
クレサーレの北東約15 kmに位置するカーリ・クレーターは隕石の衝突によって形成されたクレーターで、くぼみの中に水がたまって湖になっている。カーリ・クレーターは古代には巡礼地となっていたと考えられており、エストニアの大統領レナルト・メリはカーリ・クレーターが空から太陽が落ちてきた北欧神話の元になったと主張している。
サーレマー島北部のパンガ断崖はシルル紀に形成された高さ約21 mの崖で石灰岩、苦灰石、泥灰岩などが層になっている。パンガ断崖と同様の崖はスウェーデンのゴットランド島からサーレマー島まで広がり、パンガ断崖はその中で最も高い。
サーレマー島南東部のライデヴァヘ自然保護区はラムサール条約登録地であり、一帯にはラグーン、海岸湖沼、小島群、海岸草地、塩性湿地、ヨシ原がある。生物多様性が豊かで、ビロードキンクロ、ミミカイツブリ、ハマシギ、キョウジョシギなどの鳥類およびヨーロッパウナギなどの魚類が生息している。西部の離島、ヴィルサンディ島に近い地域もラムサール条約登録地であり、絶滅危惧種のコケワタガモが生息している。

## 建築物

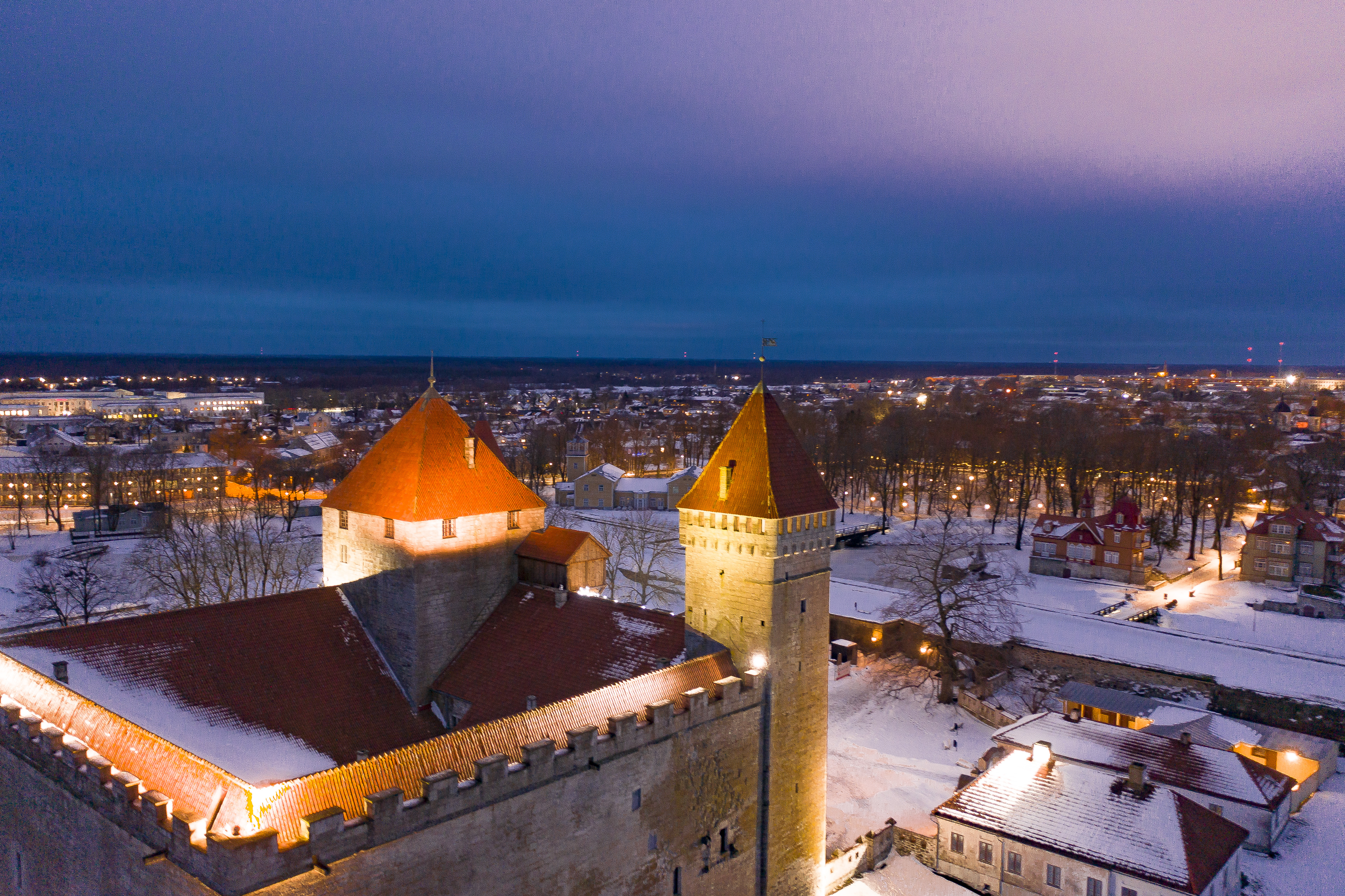
クレサーレ城

14世紀後半に建設されたクレサーレ城はバルト諸国の城郭の中で最も中世の原形を保った城だといわれ、名所の一つにあげられている。城は博物館として利用され、サーレマー島の歴史と自然に関する展示物が公開されている。1941年の赤色テロの際にクレサーレ城で逮捕者の拷問が行われ、城壁の一隅には赤色テロの犠牲者の慰霊碑と展示スペースが設置されている。
サーレマー島最大の教会である聖マリア教会は聖ユリエーの夜の反乱が鎮圧された後にリヴォニア騎士団の砦の跡に建立された建物で、1345年に完成した。第二次世界大戦後にはコルホーズの馬小屋や穀物子として使用されていた。方形の建物は重厚な印象を与え、建物に取り付けられた窓の数は少ない。教会の外壁、内面の劣化は激しく、1940年に落雷によって尖塔が失われた。

## 交通
サーレマー島と隣接するムフ島はコーズウェイで結ばれている。コーズウェイは1890年代に建設された浅瀬に盛り土をした道路であり、使用されなくなった古いコーズウェイの一部が残されている。クレサーレ郊外には空港が置かれているが、島を訪れる人間の大部分はフェリーを利用してムフ島に行き、コーズウェイを通る経路を利用する。

## 参考文献

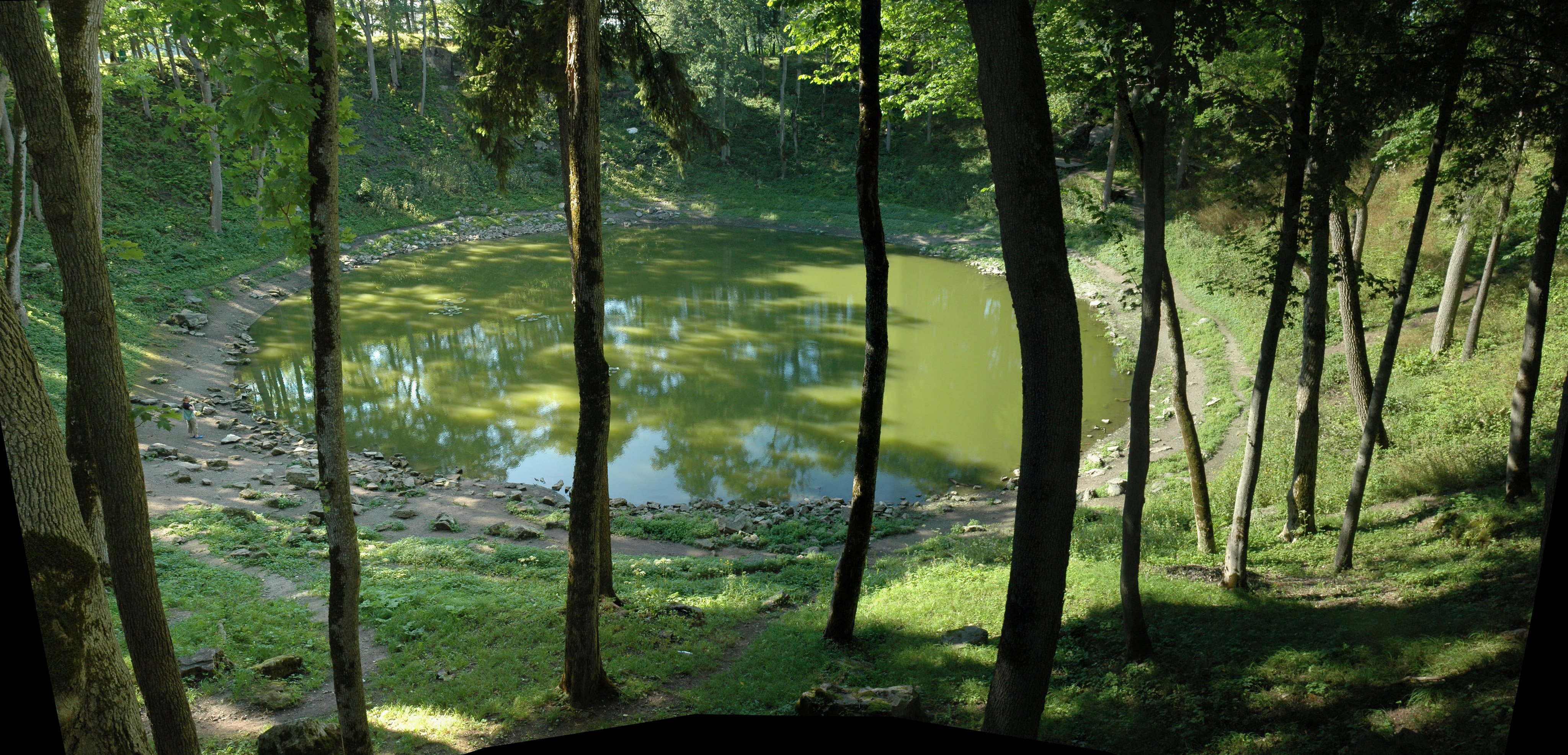
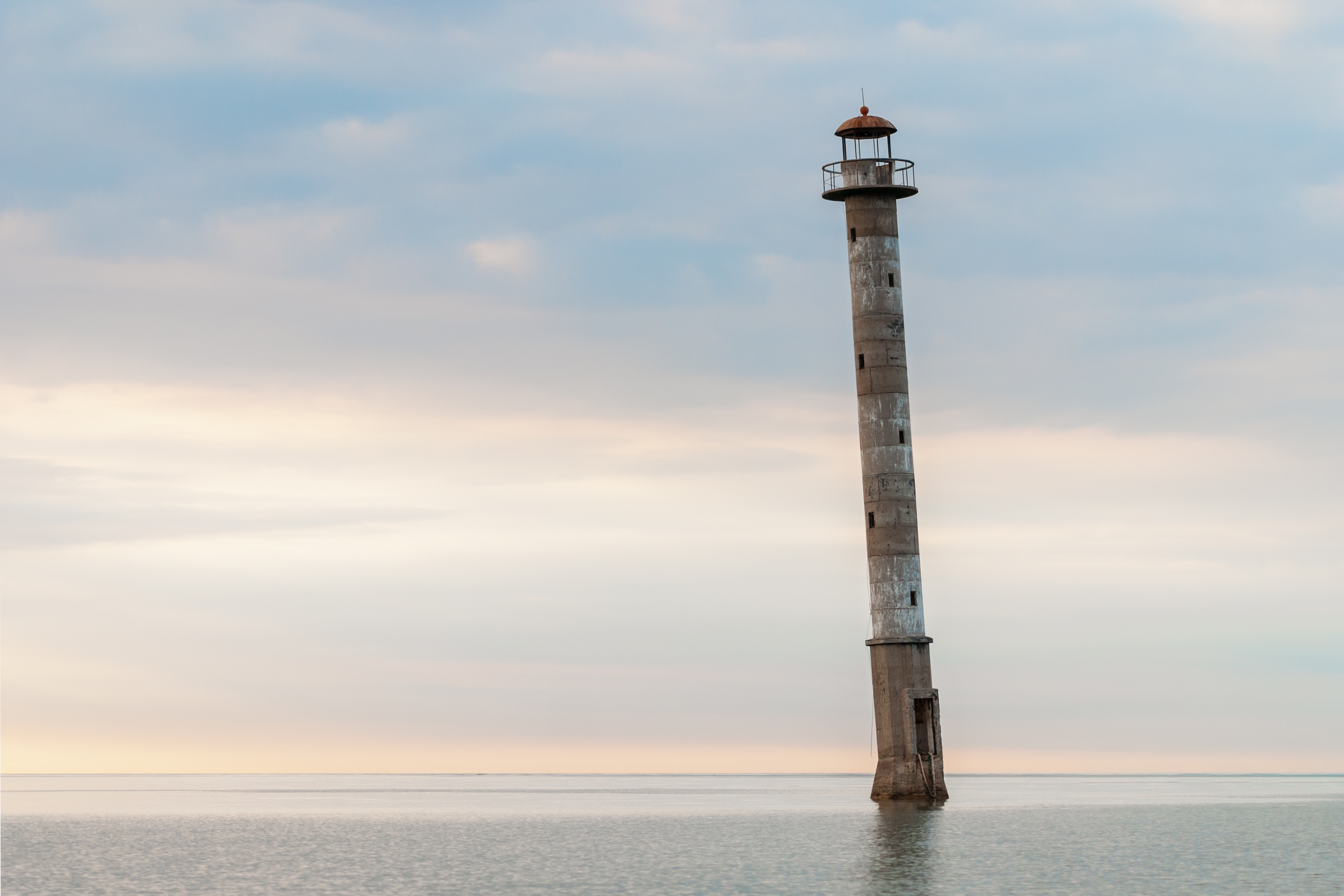
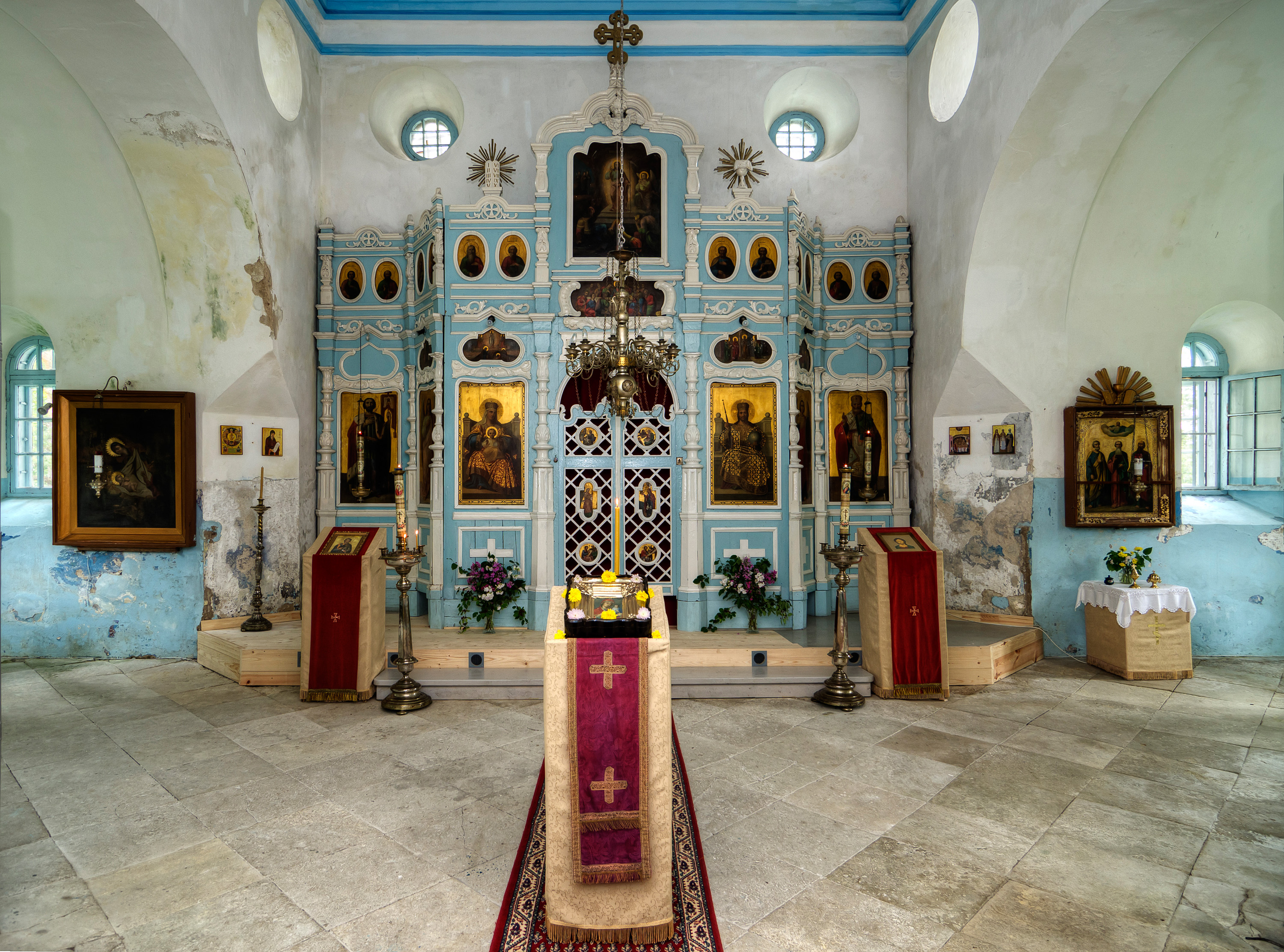
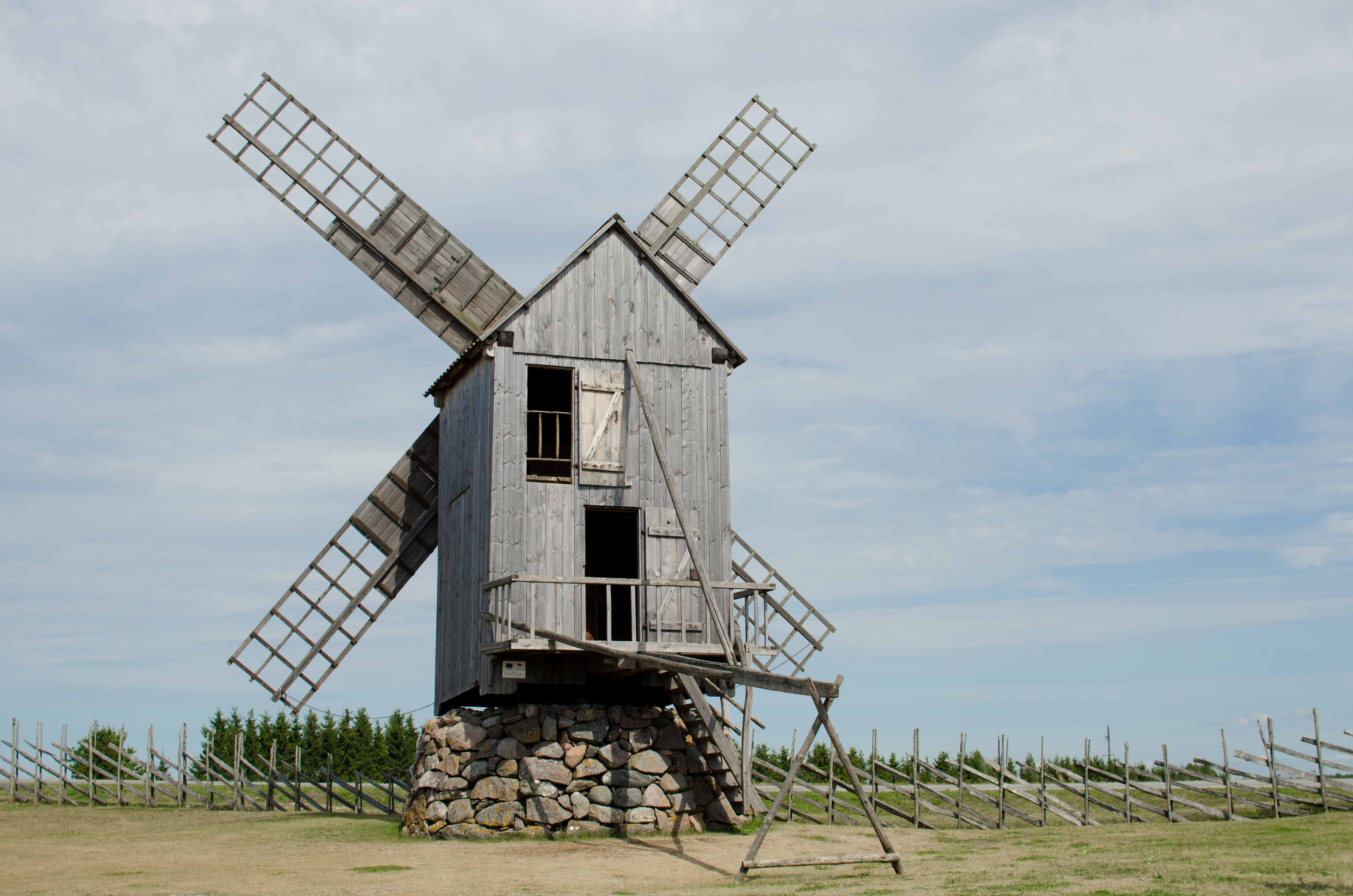
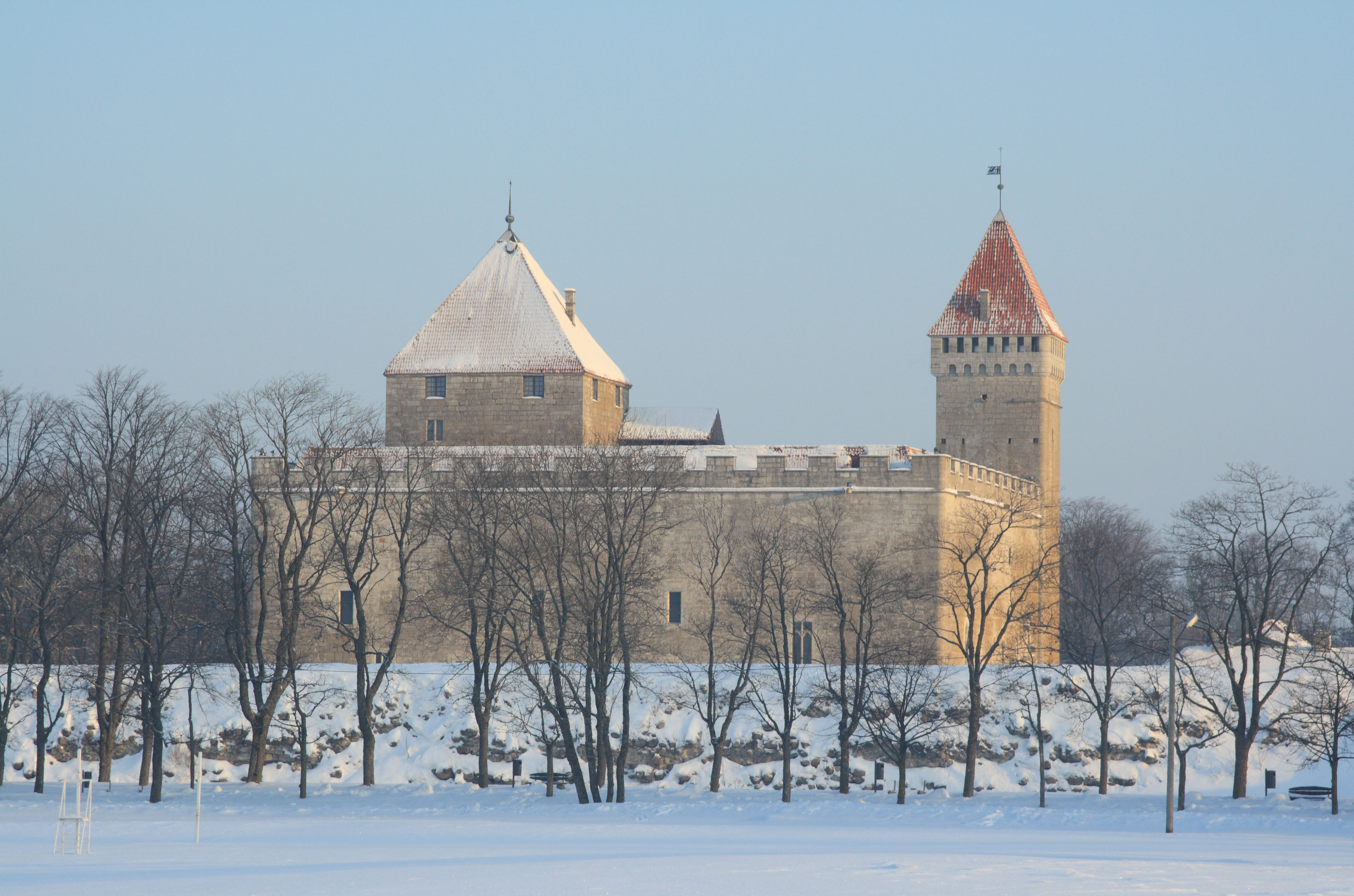
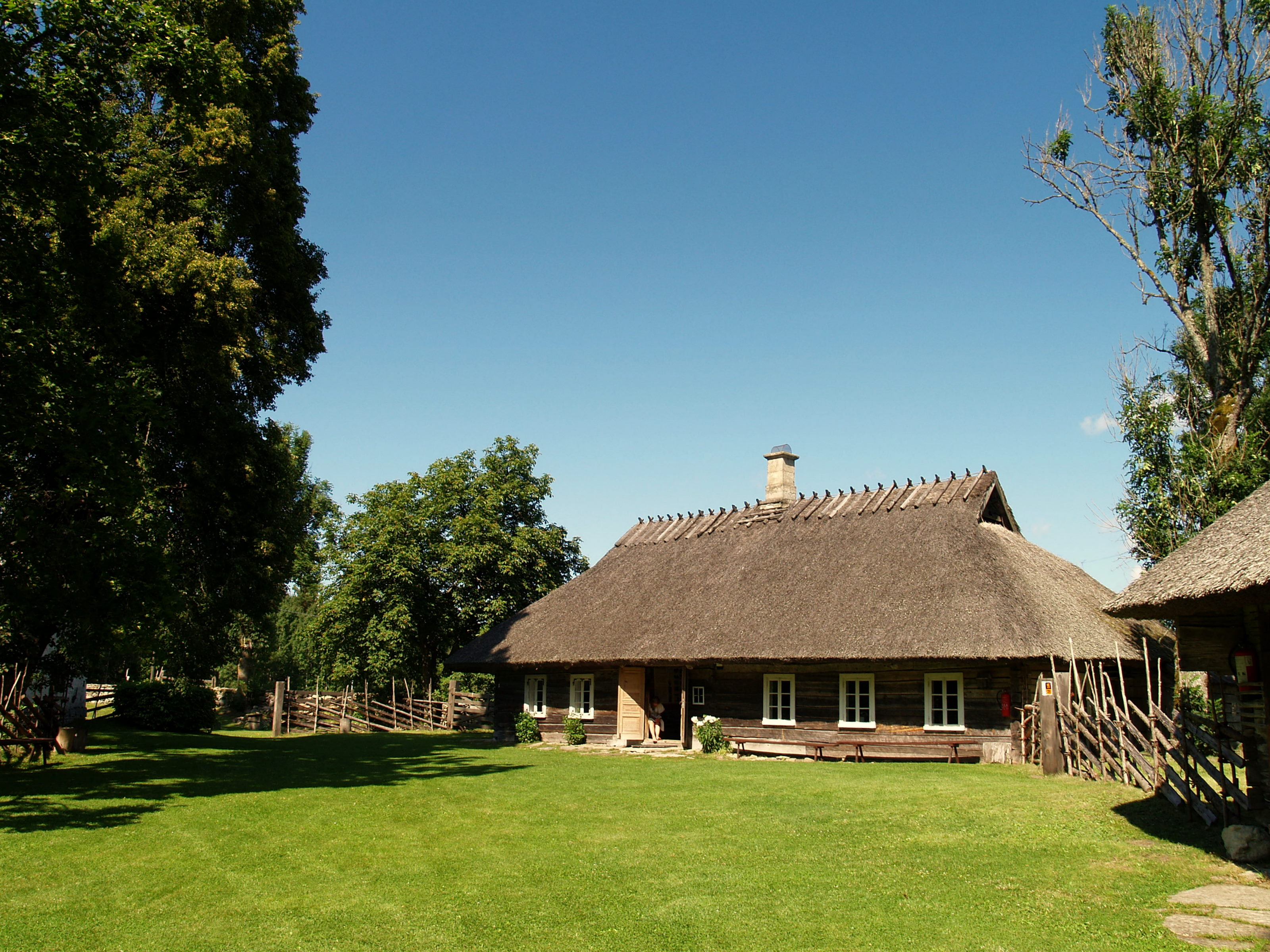
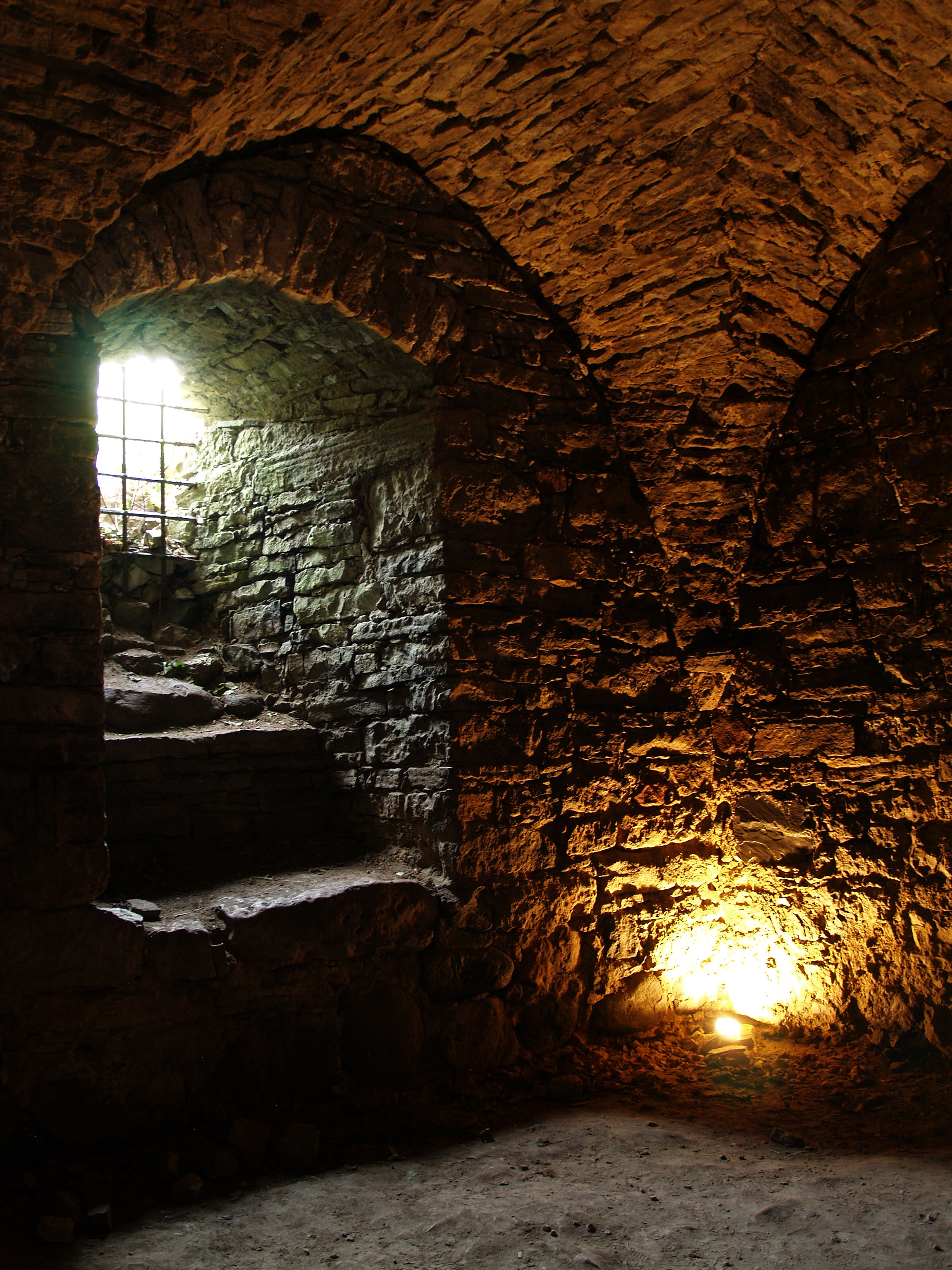
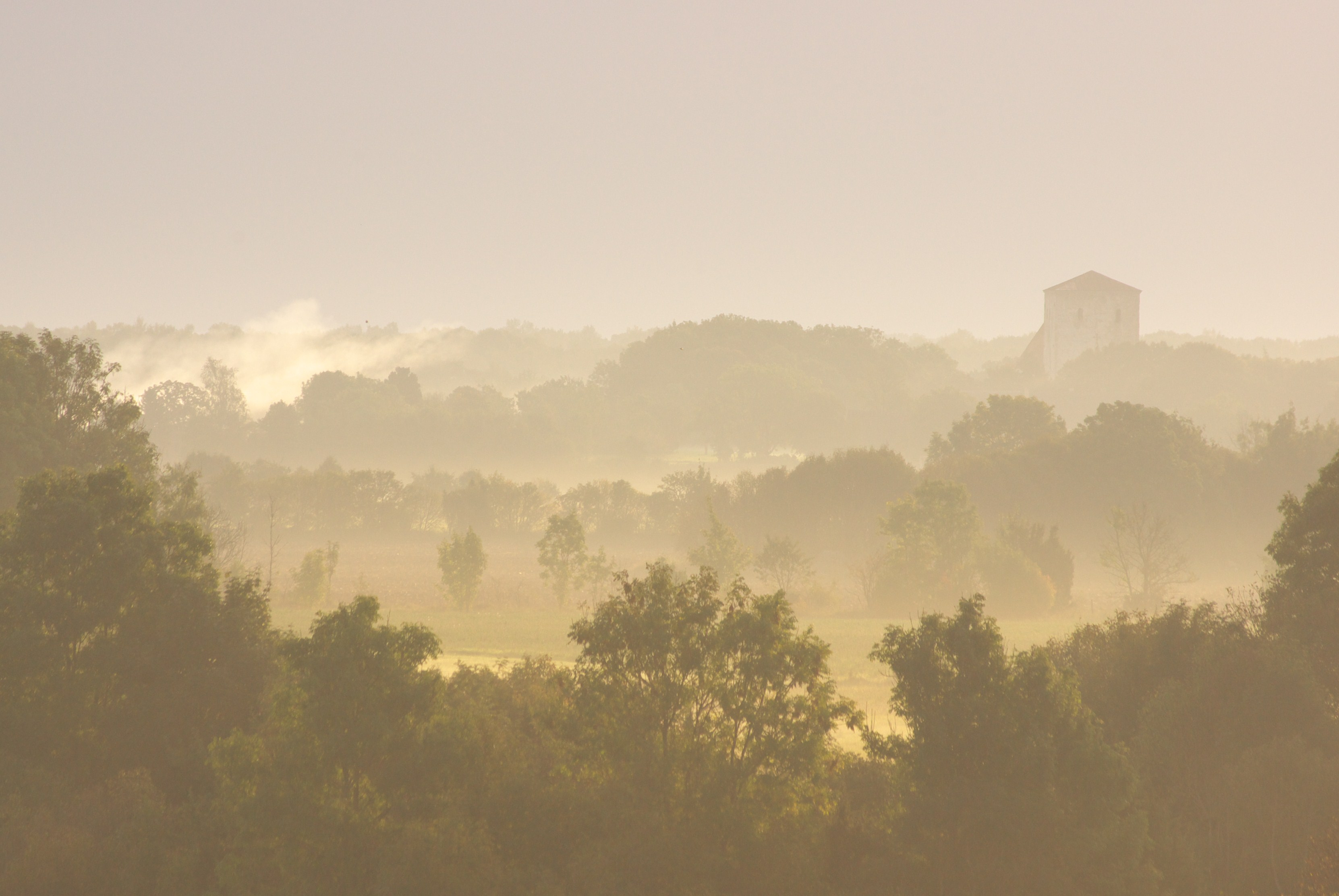